# مجلس إمارة كانو
مجلس إمارة كانو هي ولاية تقليدية في شمال نيجيريا ومقرها في مدينة كانو، عاصمة ولاية كانو الحديثة. سبقها إمارة كانو الذي تم تشكيله في عام 1903 بعد استتباب السلام البريطاني لخلافة صكتو. حدود الإمارة متجاورة مع ولاية كانو.
أصبح أدو بايرو أميرًا في عام 1963، وحكم لمدة 50 عامًا حتى وفاته في عام 2014؛ وأشرف على تحول الإمارة بموجب الدستور الفيدرالي النيجيري الذي يُخضع إمارات شمال نيجيريا للزعماء السياسيين. يشغل أمير كانو منصب زعيم الطريقة الصوفية التيجانية في نيجيريا، وهو ثاني أهم منصب إسلامي تاريخيًا في نيجيريا بعد سلطان صكتو الذي هو زعيم الطريقة القادرية الصوفية الأكثر اكتظاظًا بالسكان في نيجيريا.

## الأمراء

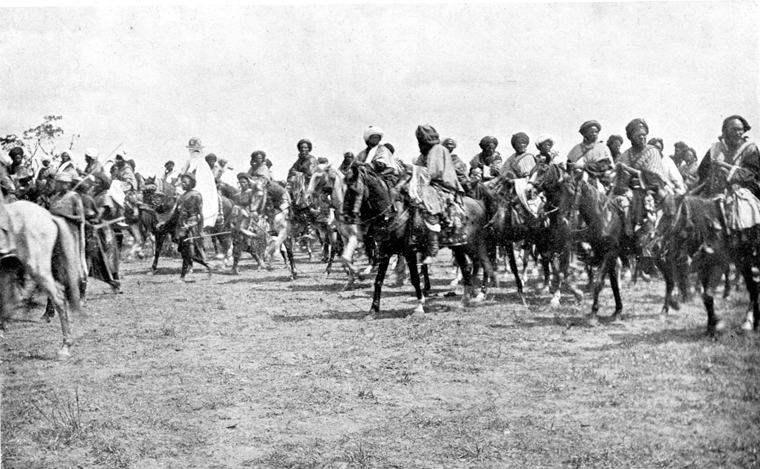
أمير كانو في المسيرة (1911)

الأمراء أثناء الفترة الاستعمارية وبعدها: 
- الأمير محمد عباس[الإنجليزية] (حكم 1903–1919)
- عثمان الثاني (حكم من 1919 إلى 1926)
- عبد الله بايرو[الإنجليزية] (حكم 1926–1953)
- محمدو السنوسي[الإنجليزية] (حكم 1954–1963)
- محمد إينوا[الإنجليزية] (حكم عام 1963)
- أدو بايرو (حكم من 1963 إلى 6 يونيو 2014)
- محمد السنوسي الثاني[الإنجليزية] (8 يونيو 2014 - 9 مارس 2020)
- أمينو أدو بايرو[الإنجليزية] (9 مارس 2020 – 23 مايو 2024)
- محمدو السنوسي الثاني[الإنجليزية] (23 مايو 2024 – حاليًا)

## طالع أيضًا
- قائمة حكام كانو[الإنجليزية]

## قراءة إضافية
- Maclean, Ruth; Auwal, Ismail (3 Jul 2024). "Two Kings Battle for a Millennium-Old Throne in Nigeria". The New York Times (بالإنجليزية الأمريكية). Archived from the original on 2024-12-14. Retrieved 2024-07-04.